# Spirale (magazine)
 (février 2024).
Si vous disposez d'ouvrages ou d'articles de référence ou si vous connaissez des sites web de qualité traitant du thème abordé ici, merci de compléter l'article en donnant les références utiles à sa vérifiabilité et en les liant à la section « Notes et références ».
 (février 2024).
Pour les articles homonymes, voir Spirale (homonymie).
Spirale est un magazine culturel québécois d’arts, lettres et sciences humaines, de publication trimestrielle. Son premier numéro est paru en septembre 1979. Le magazine publie des critiques et des analyses sur les productions culturelles les plus récentes (des arts visuels, histoire, littérature, philosophie, psychanalyse, théâtre, etc.). Chaque numéro, accompagné d’un dossier thématique, de portfolios d’artistes québécois et étrangers, a pour objet d'ouvrir le débat sur des questions d'actualité.

## Histoire et caractéristiques de la revue
La publication de Spirale commence en 1979. « Revue au contenu varié, couvrant les arts (visuels, performance, théâtre), les lettres et les sciences humaines (avec une affection particulière pour les études féministes et la psychanalyse), elle privilégie le format du compte-rendu, ce qui permet à chaque numéro de couvrir un vaste pan de la vie culturelle.»  
À la fin des années 1970, plusieurs revues associées à la contre-culture et à la gauche (comme Mainmise, Stratégies, Champs d'application, Cul-Q, Chroniques et Hobo-Québec) s'éteignent. Spirale nait dans ce déclin des périodiques culturels québécois et reprend la ligne directrice de la revue Chroniques, soit celle de rendre la culture accessible à tout un chacun.
Son nom « Spirale », en opposition au cercle, provient d'une volonté de renouveler le discours critique au Québec. Michel Coutu offre une réflexion qui va dans ce sens : 

« Cette notion (la spirale) est d'ailleurs centrale à toute la modernité québécoise : au contraire du cercle qui se referme sur lui-même (qu'on pense seulement aux cercles d'écrivains, aux écoles, etc.) la spirale se veut apporter quelque chose de neuf aux discours antérieurs, faire œuvre de reconstruction par rapport aux discours qui «déconstruisent» [...] La spirale «ajoute du sens» là ou le cercle l'enferme. »

La revue décerne chaque année le Prix Spirale Eva-Le-Grand pour le meilleur essai publié au Québec ainsi que le prix de la critique émergente, lequel récompense un texte critique de la relève. Ce prix de la critique émergente veut encourager l’émergence, «chez la relève, d’une critique culturelle qui ne renonce pas à l’invention et au risque de la pensée, et qui sait trouver dans l’actuel ce qui peut correspondre au développement et à la création d’une culture riche»».
En 2006, le magazine Spirale lance un projet de radio internet qui offre un accès à du contenu culturel, en plus de réunir des partenaires issus de plusieurs milieux culturels (galerie d'art, centre de recherche universitaire, organismes culturels, revues littéraires, éditeurs, etc.). Il s'agissait surtout, pour le magazine, d'explorer de nouveaux horizons et de rendre la culture accessible à un plus large public.
Spirale est membre de la Société de développement des périodiques culturels québécois (SODEP).
Il a actuellement pour directrice Katrie Chagnon. Son comité de rédaction est constitué de cette dernière, Dalie Giroux, Luba Markovskaia, Renato Rodriguez-Lefebvre et Itay Sapir.

### Ligne éditorale
Le magazine a pour mission de susciter la réflexion par la critique des arts et la création de dialogues sur des enjeux culturels et sociaux actuels. « Spirale se fait l’écho de la richesse du monde, du déploiement de ses différences et de ses contradictions, invite critiques et créateurs à communiquer l’état de leur réflexion sur tout ce qui les fascine, à soupeser les enjeux politiques, sociaux, moraux et théoriques de la production artistique contemporaine. » 
La revue se donne le mandat de décrire et de critiquer des productions contemporaines et récentes. « Spirale tient [...] davantage de la radiographie du présent culturel que d'une interprétation régie par des lignes éditoriales et des champs d'intérêt disciplinaires facilement identifiables. Son projet n'est pas sans rappeler celui des Cultural Studies, qui s'intéressent aux cultures minoritaires et contestataires : Spirale analyse la littérature en fonction de ces catégories, rejetant de facto les approches critiques qui mettent l'accent sur l'appartenance nationale. » 
Ce qui caractérise Spirale, c'est sa volonté de diversifier ses objets d'analyse en variant son contenu et en s'intéressant à diverses pratiques du présent. « [Les] sommaires de Spirale témoignent d’une volonté certaine de prendre le pouls d’une époque, de lieux de culture et de tendances esthétiques et idéologiques diverses. » 

« Avec Spirale, on change de lieu et de décor. La littérature québécoise ou étrangère n’y occupe qu’une place relativement modeste parmi les autres activités culturelles : cinéma, musique, spectacles et performances, etc. Le fait que la moitié du comité de rédaction soit constituée de poètes des Herbes rouges, Des Roches, Roy, De Bellefeuille, Théoret (sans parler des collaborateurs), n’est pas à négliger. Ce qui importe davantage, c’est que ce magazine culturel offre une certaine homogénéité de points de vue. On sent une conception globale, bien que souvent implicite, de l’espace culturel : conception tournée vers les pratiques modernistes et post-modernistes (rejoignant à l’occasion l’excellente revue Parachute), démontage idéologique des pratiques artistiques et des sciences humaines (politique, sociologie, histoire) »

Son lectorat est principalement constitué d'intellectuel-les, de la communauté universitaire et des amoureux de la critique. Spirale est aussi présent dans d’autres champs d’activités et participe à des colloques, tables rondes et a précédemment dirigé les émissions radio de Radio Spirale et une collection d’essais en leur nom aux Éditions Nota bene intitulée « Nouveaux Essais Spirale ».

### Format
Le format de la revue favorise son accessibilité. À ses débuts, Spirale adopte un style d'édition semblable à celui des quotidiens, c'est-à-dire en papier « simplifiant la tâche d'édition et permettant ainsi de se concentrer sur l'actualité. » « [Le] périodique a commencé à paraître [...] sous la forme d’un journal d’une douzaine de pages, à raison de dix numéros par an, faisant relâche pendant l’été. » Plus tard, la revue changera d'orientation pour paraitre sous la forme d'un magazine culturel, imprimé en couleur.
De 2004 à 2015, Spirale offre une collection d'essais intitulée « Nouveaux essais Spirale » aux Éditions Nota bene.

### Le magazineSpiraleWeb
La forme web du magazine Spirale fut inaugurée au printemps 2015. Spirale publie en ligne des critiques sous forme d’articles et de comptes rendus, des recensions, des billets et des chroniques s’intéressant à l’observation et à l’analyse d'œuvres et de manifestations culturelles contemporaines. Ses rédacteurs et rédactrices portent un regard critique sur l’actualité culturelle sous différents angles et abordent divers enjeux contemporains dans les domaines des arts, des lettres et des sciences humaines.

### Identité visuelle

Ancien logo. Sa dernière parution était lors du numéro 253, lors de l'été 2015.
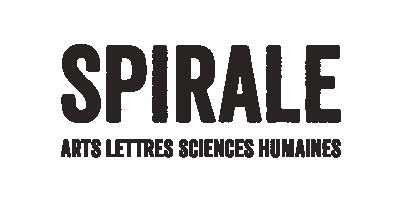
Logo actuel. Il est apparu à partir du numéro 254, à l'automne 2015.

## Direction, comité de rédaction et contributeurs

### Comité de rédaction

#### Comité de rédaction actuel (2022)
- Katrie Chagnon
- Dalie Giroux
- Luba Markovskaia
- Renato Rodriguez-Lefebvre
- Itay Sapir

### Contributeurs et contributrices
Voici une liste non exhaustive des contributeurs et contributrices notables : 
- Catherine Mavrikakis
- Louis Hamelin
- Georges Leroux
- Stéphane Gilot
- Martine Delvaux
- Vincent Lavoie
- Georges Didi-Huberman
- Catherine Voyer-Léger
- Kevin Lambert
- Pierre Popovic
- Ginette Michaud
- Valérie Lefebvre-Faucher
- Pierre Anctil
- Chloé Savoie-Bernard
- Cassie Bérard
- Michaël Trahan
- Alice Michaud-Lapointe

## Prix et honneurs
- 1992 : Prix d'excellence de la Sodep[13]
- 1993 : Prix d'excellence de la Sodep[13]
- 2014 : Prix d'excellence de la Sodep (prix spécial du jury) - Patrick Poirier, pour l'ensemble de ses réalisations à la revue Spirale[14].
- 2021 : Prix d'excellence de la Sodep - Alex Noël, « Le chemin du musée » - no 272[15].
- 2023 : Prix d'excellence de la Sodep, catégorie « Revue de l'année »[16].